# Главный Уральский хребет
Главный Уральский хребет (Уральский хребет) — горный хребет, расположенный вдоль границы Свердловской области и Пермского края, Россия.

## Географическое положение
Главный Уральский хребет располагается на главном уральском водоразделе, на границе Североуральского городского округа Свердловской области и Красновишерского городского округа Пермского края, вытянутый с севера на юг. Длина хребта — 52 километра. В 45 километрах к востоку находится город Североуральск, в 35 километрах к северу — село Всеволодо-Благодатское. Хребет располагается на границе заповедника «Денежкин Камень», к востоку от хребта Кваркуш, к югу от горы Белый Камень, к западо-юго-западу от горы Денежкин Камень. На западном склоне хребта находятся истоки рек: Лямпа Кутимская (приток реки Кутим), исток реки Большая Сурья (приток реки Кутим), исток и несколько притоков реки Большой Лямпы (приток реки Улс), на северном склоне — исток реки Малый Кутим (приток реки Кутим), на восточном склоне — исток и несколько правых притоков реки Сольвы, исток и несколько левых притоков реки Сосьвы.

## Вершины
Высшая вершина хребта — гора Гумбольдта (1410,7 м), в 10 километрах к югу-юго-западу расположена гора Большая Ходовская Сопка (1338,8 м), в 8 километрах к северу — гора Палласа (гора Хребет, не путать с горой Палласа в Забайкальском крае) (1337,7 м), в 4 километрах к северу — гора Лепёхина (1330,0 м), в 22 километрах к югу-юго-западу — гора Трезубец (1204,5 м).

## Описание
Вершины хребта куполовидные, склоны крутые, покрыты курумниками. Зона леса (до 800 метров) покрыты пихтово-еловым с кедром лесом, выше – горная тундра и луга, на вершинах хребта – каменные россыпи.